# Seznam izraelských velvyslanců v Československu a České republice
Toto je seznam pověřenců, vyslanců a velvyslanců, kteří od navázání diplomatických vztahů státu Izrael s Československem a později s Českou republikou vedli velvyslanectví v Praze.
| Jméno                                                                                                  | Od                 | Do               | Poznámky                                                                   |
| --- | ------------------ | ---------------- | -------------------------------------------------------------------------- |
| Ehud Avri'el (1917–1980)                                                                               | 28. července 1948  | 1950             | navázání diplomatických vztahů; velvyslanec v Československu a Maďarsku    |
| Samuel Eljašiv (1899–1955)                                                                             | 6. července 1950   | 1951             | velvyslanec v Československu a Maďarsku                                    |
| Arje Leon Kubovy (1896–1966)                                                                           | 12. července 1951  | 6. prosince 1952 | po vlně antisemitismu prohlášen za špióna                                  |
| Šlomo Kaddar (1913–1987)                                                                               | 10. března 1954    | 1957             | jako chargé d’affaires                                                     |
| Šmuel Bendor (1934–2007)                                                                               | 10. března 1957    | 1959             | jako vyslanec                                                              |
| Elijahu Livneh                                                                                         | 1959/1960          | 1963             | chargé d’affaires                                                          |
| Jehuda Nassie                                                                                          | 30. července 1963  | červen 1967      | chargé d’affaires                                                          |
| v období 10. června 1967 – 8. února 1990 byly přerušeny diplomatické vztahy následkem Šestidenní války |                    |                  |                                                                            |
| Joel Šer                                                                                               | 25. listopadu 1990 | 7. září 1993     | znovunavázání vztahů 9. února 1990, velvyslanectví obnoveno 17. srpna 1990 |
| Moše Jegar (* 1930)                                                                                    | 9. září 1993       | 20. října 1995   |                                                                            |
| Rafael Gvir                                                                                            | 7. listopadu 1995  | červenec 1999    |                                                                            |
| Erela Hadar                                                                                            | červenec 1999      | 2001             | první velvyslankyně                                                        |
| Arthur Avnon (* 1946)                                                                                  | 20. října 2001     | 15. srpna 2005   |                                                                            |
| Arie Arazi                                                                                             | srpen 2005         | 31. března 2008  |                                                                            |
| Jaakov Levy (* 1946)                                                                                   | 15. dubna 2008     | 2013             |                                                                            |
| Gary Koren (* 1959)                                                                                    | 3. září 2013       | 2017             |                                                                            |
| Daniel Meron (* 1960)                                                                                  | 15. března 2017    | léto 2021        |                                                                            |
| Anna Azari (* 1959)                                                                                    | 17. srpna 2021     | –                |                                                                            |